# Сновидения в литературе

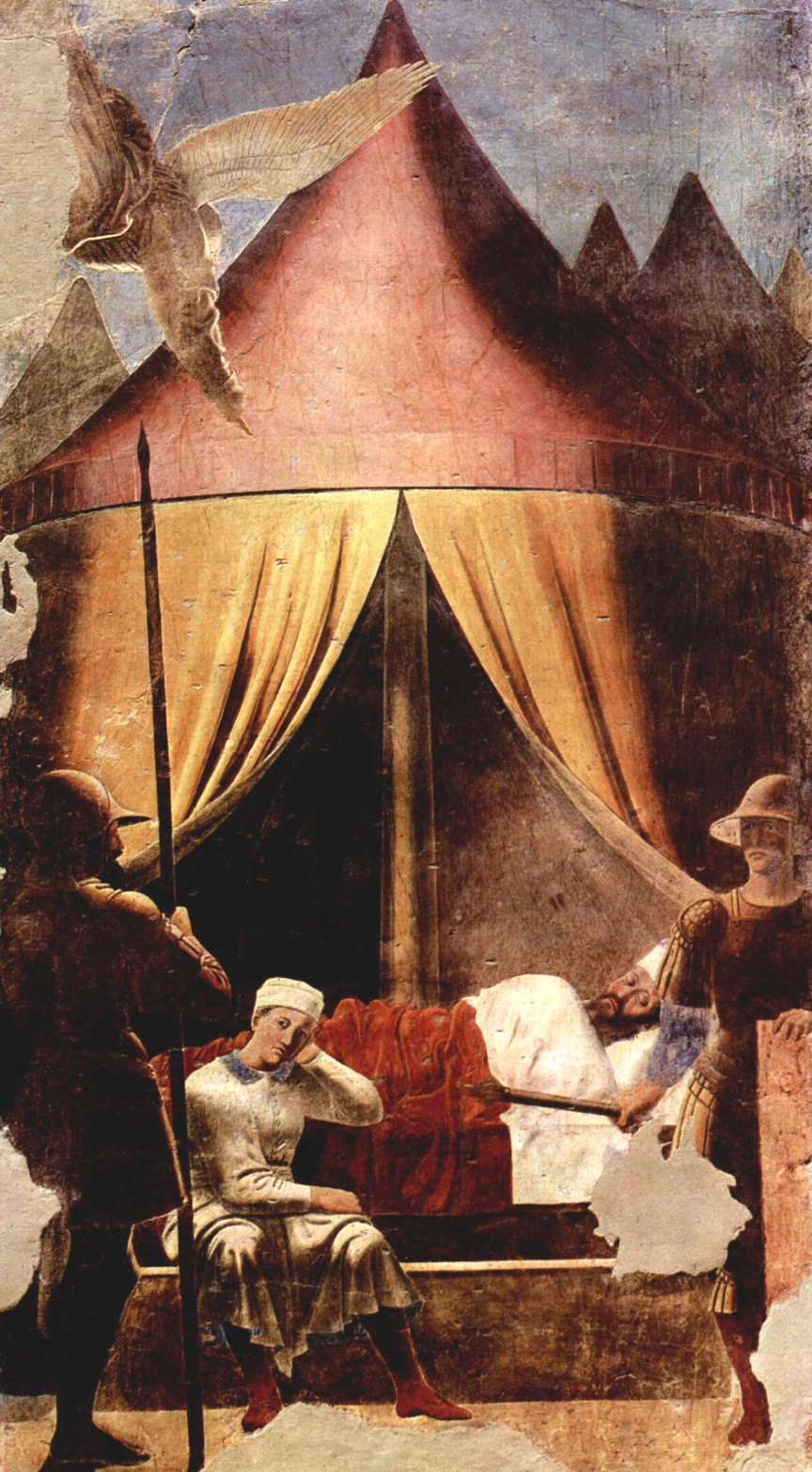
Пьеро делла Франческа, базилика Сан-Франческо в Ареццо
«Сон Константина Великого».
Накануне решающей битвы императору приснился ангел с крестом-лабарумом в руках, в солнечном сиянии и с надписью «Сим победиши!»

Сновидение в литературе (культуре) — распространенный сюжет, литературный приём, встречающийся в мифах, эпосе, религиозных сочинениях, исторических хрониках, беллетристике и поэзии по всему миру с древнейших времен.
Как литературный прием, сновидение «служит для самых разнообразных целей формального построения и художественной композиции всего произведения и его составных частей, идеологической и психологической характеристики действующих лиц и, наконец, изложения взглядов самого автора».

## Характеристика

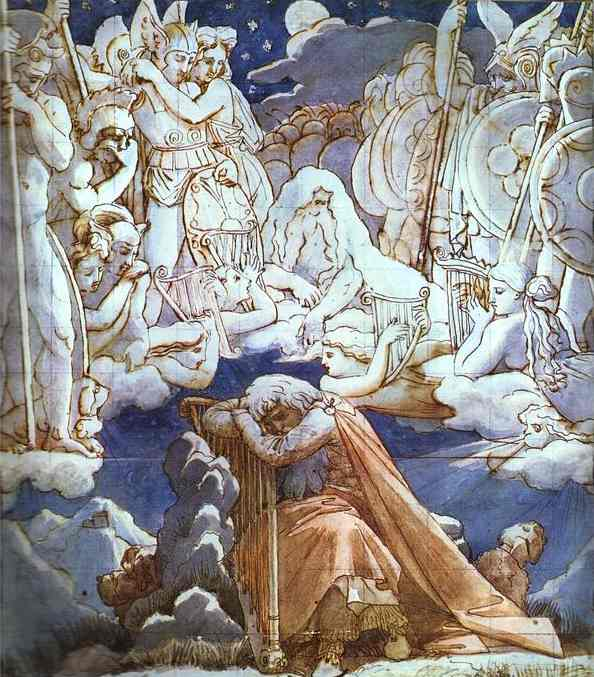
Энгр. «Сон Оссиана»:
знаменитый бард видит во сне события истории знаменитого героя — Финна Мак Кумала, своего деда, которого он воспоёт

В литературных памятниках сюжеты отчетливо распадаются на две группы явлений, функционирующих на разных уровнях абстракции и имеющих, по-видимому различное происхождение:
1. представленные в сжатой форме, как украшение (обычно вещий сон, подлежащий толкованию, начиная уже с «Эпоса о Гильгамеше»)
2. в более свободной форме, как повествовательная рамка, обрамление произведения в целом (от него почти не отличается жанр видения). «Сон одного из действующих лиц литературно-художественного произведения может служить как бы рамкой, или обрамлением, основного сюжета, своеобразно подчеркивая его и выделяя на фоне второстепенных подробностей» (пьеса «Укрощение строптивой» Шекспира, сказка «Калиф на час»).
Первая форма представлена в большинстве эпических традиций. Вторая форма стадиально более поздняя, возникает в римской литературе. В средневековой поэзии сновидение — один из самых частых типов рамочной конструкции (например, знаменитый «Роман о Розе», трактат Фруассара «Любовное сокровище», поэмы Эсташа Дешана «Любовное лэ», Рауля де Удана «Сон о преисподней»). Иногда он встречается и в прозе («Четырехголосая инвектива» Алена Шартье, 1422).
3. Сон-сюжет. Автором «описывается сновидение, как форма для развития основного сюжета, и все литературное произведение является содержанием сна одного из действующих лиц (…). Этот прием художественной изобразительности как бы помогает читателю, слушателю или зрителю перейти от действительности к эстетическому созерцанию, — уснуть в начале развития действия, чтобы снова проснуться при его завершении — вернуться к переживаниям обыденной жизни». Иногда сновиденье героя служит формой лишь эпизодического сюжета, выделяя его, как значительный эпизод.

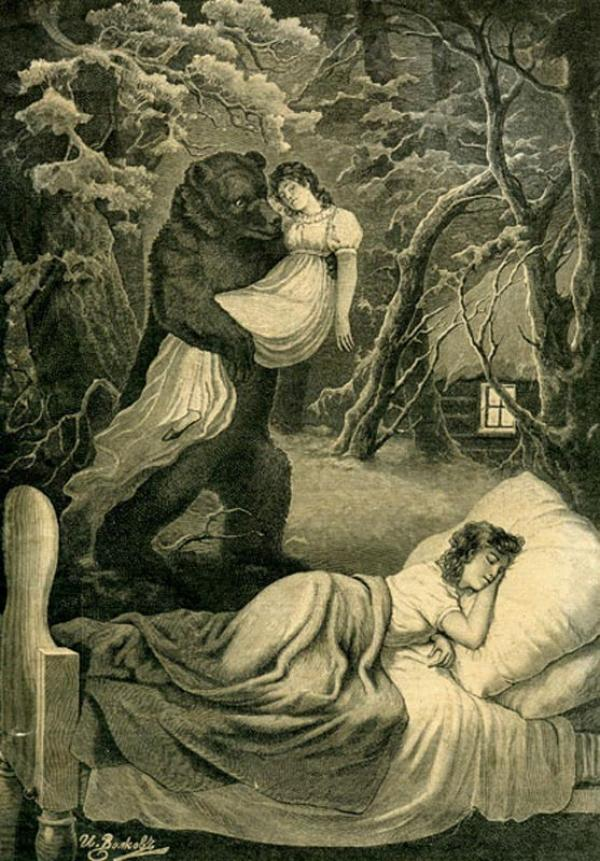
И. Волков. «Сон Татьяны». 1891

Таковы, например, сон Обломова, включающий в конденсированном виде всю суть романа, или сон Татьяны из «Евгения Онегина», раскрывающий смысл дуэли.
Иногда описание сна помогает распутать клубок сюжета, как своего рода deus ex machina (например, у Шекспира в «Макбете» сон Дункана и слуг и особенно в «Цимбелине» сон Имогены, где вся завязка была бы немыслимой без этого приема), также используется «вещий сон». Описание сновидения — это прием для изображения иррационального, потустороннего мира, а также средство перехода от одного эпизода к другому, например, в описании путешествия.
4. Психологический сон, характеризующий состояние героя — в литературе Нового времени прием усложняется. Показательно использование мотива в творчестве Достоевского: Михаил Бахтин указывает, что в художественном мире этого писателя преобладает кризисная вариация сна, то есть сновидение, приводящее к перелому во внутренней жизни человека. Д. А. Нечаенко уточняет, что данный тип сна выступает как «необычайно важное, этапное, кульминационное событие в духовной жизни героя <…> Сновидения данного типа являются своеобразным духовным катарсисом, этическим и мировоззренческим „чистилищем“, путеводной нитью к первозданным и незыблемым, общечеловеческим моральным ценностям и императивам». «Описание сновидения, как литературный прием, часто бывает эффектным в тех случаях, когда сложный, запутанный или фантастический и непонятный сюжет предлагается вниманию читателя без пояснения о том, что он составляет содержание сна, и только в самом конце автором добавляется, что все это было во сне. К этому приему прибегает Гоголь в повести „Майская ночь или утопленница“». Юрий Лотман пишет, что сон «говорит с человеком на языке, понимание которого принципиально требует присутствия переводчика. Сну необходим истолкователь — будет ли это современный психолог или языческий жрец», толкуя его, таким образом, как «текст», требующий анализа, перевода. Михаил Гершензон формулирует проблему сновидения в литературе как «текста в тексте» — сновидение, как тигр в лесу на картинке для разгадывания, которого можно увидеть только при внимательном её рассматривании. Объектом его внимания был сон Татьяны, о котором он пишет — «тайник — дверь заперта, мы смотрим в окно — внутри все загадочные вещи», с тех сон Татьяны, становится своего рода «тренажером», на котором будут разработаны возможные подходы к проблемам сновидческого текста.
Также Лотман пишет, что именно в сновидении «человек получает опыт „мерцания“ между первым и третьим лицом, реальной и условной сферами деятельности. Таким образом, во сне грамматические способности языка обретают „как бы реальность“. Область зримого, прежде простодушно отождествляемая с реальностью, оказывается пространством, в котором возможны все допустимые языком трансформации: условное и нереальное повествование, набор действий в пространстве и времени, смена точки зрения. Одна из особенностей сна состоит в том, что категории говорения переносятся в пространство зрения. Без этого опыта невозможны были бы такие сферы, как искусство и религия, то есть вершинные проявления сознания».
«Литературная энциклопедия» (она же «Словарь литературных терминов») в статье «Сон, как литературный прием» приводит следующие варианты использования мотива:
- Сон — рамка литературного произведения
- Сон — форма основного сюжета
- Сон — форма эпизодического сюжета
- Сон — неожиданное разъяснение фантастического сюжета
- Сон — завязка и разрешение сложной коллизии
- Сон — изобразительный эффект
- Сон — переход от действительности к утопическому будущему
- Сон — переход от прошлого к современности
- Сон — вещее предвосхищение героем судьбы, т.-е. развязки литературного произведения
- Сон — изложение мировоззрения
- Сон — этическая оценка
- Сон — настроение

В. Руднев в статье «Культура и сон» выделяет следующие мотивировки введения сна в текст:
- возможность полной свободы героя до момента просыпания;
- эстетико-философская мотивировка, так сказать, комментарии к жизни;
- возможность путешествия во времени;
- возможность увидеть будущее человечества — создание утопии или антиутопии;
- возможность осознания прошлых поступков и реализации, таким образом, вины героя.

### Содержание
По действию такие сновидения, в особенности, описанные в ранних литературных памятниках, можно разделить на следующие группы:
1. Явления божеств, божественных вестников и призраков умерших людей. Могут происходить как во сне, так и в период бодрствования, близки к видениям и носят обычно просто форму донесения до сновидца какой-либо информации, выраженной конкретным языком и понятными фразами. Служат обычно сюжетообразующими побудительными мотивами и в связи со своим однообразием особого интереса не представляют, за исключением тех случаев, когда принятое сновидцем решение значительно повлияло на ход истории.
2. Собственно сновидения, полные труднопонятных символов, возникающих на уровне подсознания, которые подвергаются различным расшифровкам и толкованиям и считаются вещими (пророческими) снами. Из них в отдельную группу можно выделить:
  1. Сновидения матери о грядущем рождении ребёнка, который снится ей в виде некого предмета, либо же его особенном зачатии.
  2. Сновидения о грядущей смерти
  3. Сновидения, в которых человек предстаёт в виде растущего дерева.
3. В отдельную группу следует включить рассказы о совершённых во сне научных открытиях и придуманных творческих произведениях, в том числе музыкальных.

## Древний Восток
- Эпос о Гильгамеше: в существующем тексте (неполном) встречается не менее семи снов. Два сна видит Гильгамеш перед боем с Энкиду, и еще два сна перед сражением с Хумбабой; два сна видит Энкиду перед смертью.

### В Ветхом Завете

Хосе Рибера. «Сон Иакова»: Иаков спит и видит сон, в котором ангелы спускаются и поднимаются по лестнице на небеса

Список сновидений Ветхого Завета Эрлиха насчитывает упоминания 35 снов; Мартина Дюлей довела это число до 45. По мнению Ле Гоффа, можно остановиться на 43 снах. Ле Гофф отмечает, что «особое значение придается снам, посылаемым Яхве, Богом, который через них предупреждает своих избранников или отдает им приказания (в Ветхом Завете в роли избранников выступают евреи); также Бог посылает сны высокопоставленным язычникам (фараону, Навуходоносору). В последнем случае речь идет о так называемых королевских снах, издавна, с самых первых дней истории человечества представляющих привилегированную категорию сновидений (…) В христианстве сновидение совпадает с другой обширной областью религиозной антропологии, а именно с состоянием сна (sommeil). Граница между двумя состояниями иногда весьма зыбка. В Книге Чисел (XII, 6—8) Господь, похоже, отделяет visio и somnium от тех случаев, когда он встречается со своими избранниками лицом к лицу (…) В этом тексте представлен набросок иерархии сновидцев, определяемых на основании более или менее ясного характера божественных онирических посланий и сообразно большей или меньшей приближенности сновидца к Богу. В Ветхом Завете возможно объединить в одну группу Моисея и патриархов как адресатов видений, в которых речи Господа не требуют толкования, в другую — царей и пророков, видящих сны и видения более загадочные, и, наконец, в третью — языческих царей, получателей онирических посланий, требующих истолкования». Он подчеркивает, что в библейских снах не появляются ни усопшие, ни демоны.
Джеймс Джордж Фрэзер в своей знаменитой книге «Фольклор в Ветхом Завете» не останавливается подробно на этом мотиве, лишь походя замечая, что предание «о сновидении Иакова рассказано, вероятно, для того, чтобы объяснить, почему Вефиль пользовался с незапамятных времен славой святого места», а также приводит примеры явления богов во сне в других культурах.

#### Авраам
Авраам при заключении союза с Богом «меж рассечённых частей» впал в крепкий сон, в котором Бог открыл ему судьбу его потомков (Быт. 15:12-16).

#### Лестница Иакова
Сюжет из Книги Бытия: Иаков (XVII в. до н. э.) заснул в Вефиле и увидел лестницу, которая «стоит на земле, а верх её касается неба; и вот, Ангелы Божии восходят и нисходят по ней» (Быт. 28:12), а также услышал обещание Господа оберегать его потомство и дать ему данную землю.
В связи с данным обещанием, мотив имеет большое значение для истории евреев. Существует ряд значимых произведений живописи на эту тему, а также апокриф «Лествица Иакова».
Впоследствии, в месте, называемом Пенуэл, «остался Иаков один. И боролся Некто с ним, до восхода зари», в результате чего он получил повреждение сухожилия и получил новое имя — Израиль (Быт. 32:24-32). Однако данное событие описано в Книге Бытия как реальное, а не как сновидение.

#### Иосиф
С Иосифом, сыном Иакова (XVI в. до н. э.), связан целый ряд историй о сновидениях, где он выступает не только как сновидец, но и как эрудированный толкователь снов.

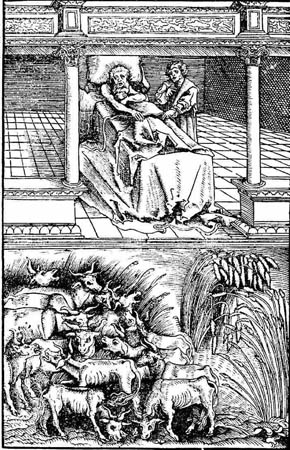
«Сон фараона». Немецкая гравюра

- Сны, увиденные юным Иосифом (Быт. 37:2–11):
  - «И видел Иосиф сон, и рассказал [его] братьям своим <...>: вот, мы вяжем снопы посреди поля; и вот, мой сноп встал и стал прямо; и вот, ваши снопы стали кругом и поклонились моему снопу» (Быт. 37:5-7)
  - «И видел он ещё другой сон <...>: вот, солнце и луна и одиннадцать звезд поклоняются мне» (Быт. 37:9)

В самом тексте эти сны не расшифровываются — отец и братья Иосифа понимают их без объяснений: они символизируют будущее Иосифа, когда его семья будет ему кланяться (что и осуществится, когда он станет египетским чиновником).
- Сны сокамерников Иосифа в египетской тюрьме: начальника виночерпиев фараона и начальника пекарей (Быт. 40).
  - сон виночерпия: виноградная лоза с тремя ветвями, на которой вырастают и созревают ягоды, сновидец берёт чашу фараона, выжимает туда сок и подаёт правителю. Толкование Иосифа — через три дня тебя вернут на прежнее место.
  - сон пекаря: три корзины с хлебом на голове, прилетают птицы и клюют хлеб. Толкование Иосифа — через три дня фараон снимет с тебя голову, тело повесят на дереве, и будут клевать его птицы.
- Сны фараона, для истолкования которых Иосифа вывели из тюрьмы, а после — назначили управлять государством (Быт. 41)
  - Сон про семь коров тучных и семь коров худых, которые вышли из реки и съели тучных коров
  - Сон про семь колосьев тучных и полных и семь колосьев тощих, которые съели тучные колосья. Толкование Иосифом обоих снов — семь урожайных лет, за которым последуют семь лет голода.

#### Пророк Иезекииль

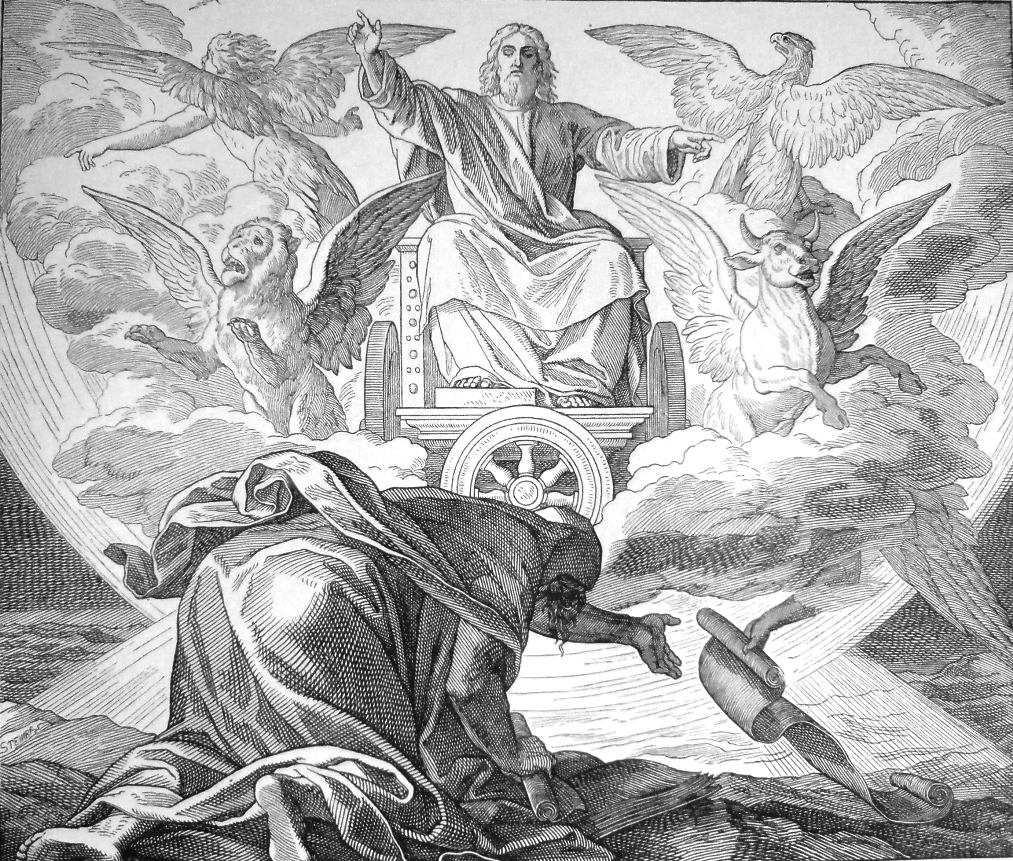
«Божественная колесница»
(гравюра Гюстава Доре)

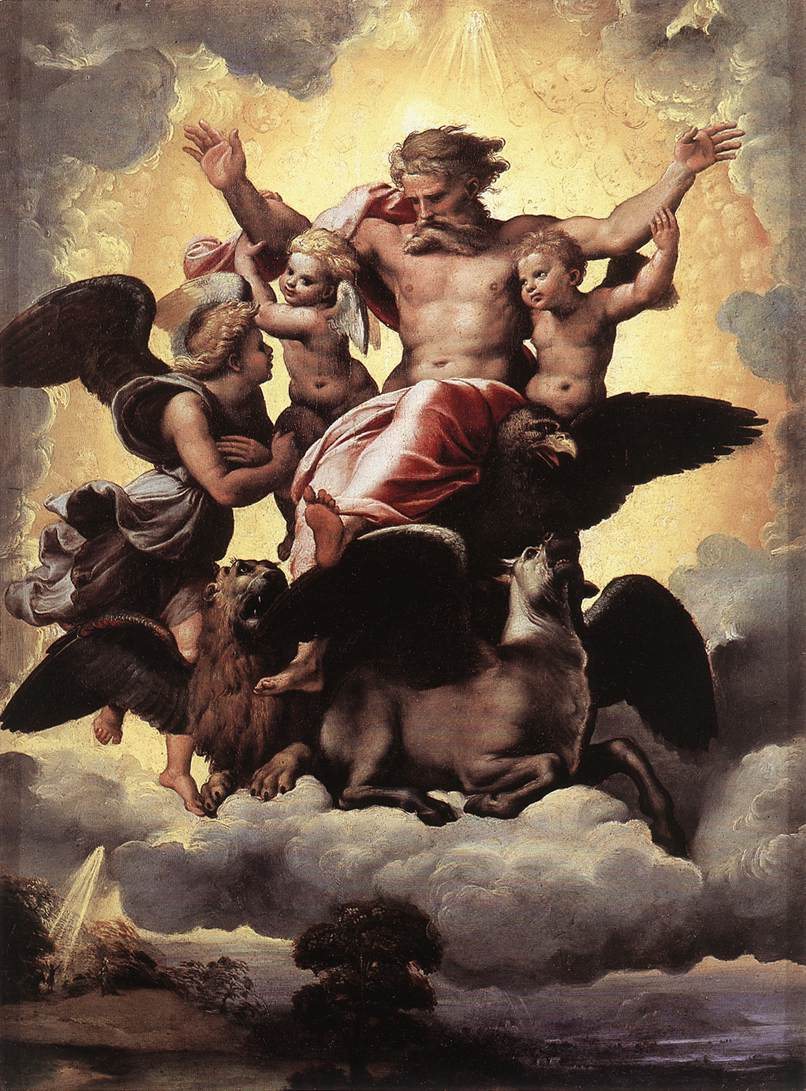
Видение пророка Иезекииля.
(Рафаэль)

- Одно из наиболее известных пророческих видений Библии — видение Иезекииля «Божественной колесницы» и божественных крылатых существ (Иез. 1:4-28). Иезекиил описывает своё видение так: «бурный ветер <...>, великое облако и клубящийся огонь, и сияние вокруг него, а из средины его как бы свет пламени из средины огня; и из средины его видно было подобие четырёх животных, — и таков был вид их: облик их был, как у человека; и у каждого четыре лица, и у каждого из них четыре крыла; а ноги их — ноги прямые, и ступни ног их — как ступня ноги у тельца, и сверкали, как блестящая медь. И руки человеческие были под крыльями их, на четырёх сторонах их; <...> Подобие лиц их — лице человека и лице льва с правой стороны у всех их четырёх; а с левой стороны лице тельца у всех четырёх и лице орла у всех четырёх. И лица их и крылья их сверху были разделены, но у каждого два крыла соприкасались одно к другому, а два покрывали тела их. <...> [огонь] ходил между животными, и сияние от огня и молния исходила из огня. <...> на земле подле этих животных по одному колесу перед четырьмя лицами их. <...> А ободья их — высоки и страшны были они; ободья их у всех четырёх вокруг полны были глаз. <...> Над головами животных было подобие свода, как вид изумительного кристалла <...> А над сводом, который над головами их, [было] подобие престола по виду как бы из камня сапфира; а над подобием престола было как бы подобие человека вверху на нём. И видел я как бы пылающий металл, как бы вид огня внутри него вокруг; от вида чресл его и выше и от вида чресл его и ниже я видел как бы некий огонь, и сияние [было] вокруг него. В каком виде бывает радуга на облаках во время дождя, такой вид имело это сияние кругом.» (Иез. 1:4-28)

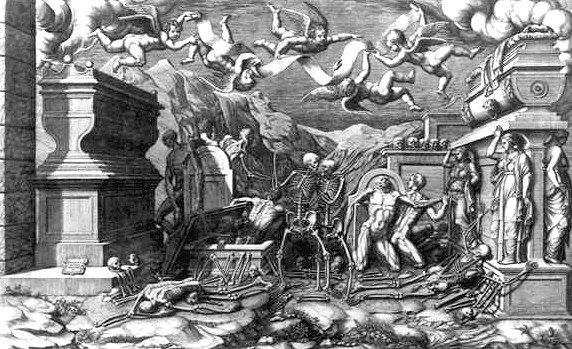
«Долина, полная сухих костей»
(гравюра Джорджио Гизи)

- Другое известное видение Иезекииля — «долина, полная сухих костей» (Иез. 37), представляющая символ возрождения, казалось бы уже мёртвого еврейского народа. Бог показал Иезекиилю долину, полную сухих костей, — они так долго пролежали на палящем солнце, что плоть отстала от них — и спросил: «Сын человеческий! Оживут ли кости эти?» «Господи Боже! Ты знаешь это» — отвечает Иезекииль. Бог велит ему произнести пророчество: «кости сухие! слушайте слово Господне!» <...> введу дух в вас, и оживёте» (Иез. 37:4,5). Только пророк произнес слова Господни, как кости пришли в движение и начали соединяться в скелеты, плоть нарастала на них, но тела оставались бездыханными. Тогда сказал Бог: «от четырёх ветров приди, дух, и дохни на этих убитых, и они оживут» (Иез. 37:9). И дыхание вошло в великое множество тел, и все встали на ноги. И сказал Господь Иезекиилю: «сын человеческий! кости сии — весь дом Израилев. Вот, они говорят: «иссохли кости наши, и погибла надежда наша, мы оторваны от корня» <...> так говорит Господь Бог: вот, Я открою гробы ваши и выведу вас, народ Мой, из гробов ваших и введу вас в землю Израилеву. <...> и вложу в вас дух Мой, и оживёте, и помещу вас на земле вашей, и узнаете, что Я, Господь» (Иез. 37:11-14).

#### Пророк Даниил
Даниил (VI в. до н. э.), потомок знатного иудейского рода. Подростком, в 607 г. до н. э. попал вместе с соплеменниками в вавилонский плен после завоевания Навуходоносором Иерусалима. В Вавилоне получил халдейское образование и был призван на службу при дворе. Согласно Библии, Даниил обладал даром понимать и толковать сны, чем и прославился при дворе Навуходоносора, а после падения Вавилона — при дворе Дария и Кира.
- Сон про колосса на глиняных ногах: Навуходоносору приснился некий сон, и он приказал, чтобы мудрецы истолковали его. На просьбу мудрецов рассказать хотя бы содержание сна, царь ответил, что если они мудрецы, они должны сами догадаться, о чём был сон, и истолковать его. В противном случае он прикажет казнить их всех. Бог поведал Даниилу о чём был сон царя — это был сон про истукана на глиняных ногах. После успешного толкования царь поставил Даниила «над всею областью Вавилонскою и главным начальником над всеми мудрецами Вавилонскими» (Дан. 2:48), а трое отроков, Анания, Азария и Мисаил, были поставлены «над делами страны Вавилонской» (Дан. 2:49).
- Второй сон Навуходоносора: «среди земли дерево весьма высокое. Большое было это дерево и крепкое, и высота его достигала до неба, и оно видимо было до краев всей земли. Листья его прекрасные, и плодов на нём множество, и пища на нём для всех; под ним находили тень полевые звери, и в ветвях его гнездились птицы небесные, и от него питалась всякая плоть» (Дан. 4:7-9). Затем небесный голос приказал: «срубите это дерево, обрубите ветви его, стрясите листья с него и разбросайте плоды его; пусть удалятся звери из-под него и птицы с ветвей его; но главный корень его оставьте в земле, и пусть он в узах железных и медных среди полевой травы орошается небесною росою, и с животными пусть будет часть его в траве земной. <...> дабы знали живущие, что Всевышний владычествует над царством человеческим, и даёт его, кому хочет, и поставляет над ним уничиженного между людьми» (Дан. 4:11-14).

Толкование Даниила: дерево — это сам Навуходоносор, и его царство, которое будет истреблено и разрушено, но главный корень дерева будет оставлен — что царство останется при нём, когда он познает власть небесную (Дан. 4:23).

#### Прочее
- Авимелех, царь герарский, взявший у Авраама его жену Сарру, которую тот из страха объявил своей сестрой, увидел сон в котором «Бог… сказал ему: вот, ты умрешь за женщину, которую ты взял, ибо она имеет мужа» (Быт. 20:3).
- Соломон увидел сон, в котором Бог спросил его, что он хочет получить от него в дар (3Цар. 3:5-14). Соломон попросил: «даруй же рабу Твоему сердце разумное, чтобы судить народ Твой и различать, что добро и что зло» (3Цар. 3:9) и получил дар особой мудрости, став мудрейшим из людей.
- Гедеон услышал сон о том, «будто круглый ячменный хлеб катился по стану Мадиамскому и, прикатившись к шатру, ударил в него так, что он упал, опрокинул его, и шатер распался» (Суд. 7:13). Гедеон понял, что Господь отдал им в руки мидьянитян и начал битву.
- В Септуагинте, в первой главе книги Эсфири приводится следующий сон Мордехая: «ужасный шум, гром и землетрясение и смятение на земле; и вот, вышли два больших змея, готовые драться друг с другом, (…) и смутился весь народ праведных, опасаясь бед себе, и приготовились они погибнуть и стали взывать к Господу; от вопля их произошла, как бы от малого источника, великая река с множеством воды; и воссиял свет и солнце, и вознеслись смиренные и истребили тщеславных.» (Есф. 1:2-12). В последней главе той же книги он выводит объяснение: «ибо я вспомнил сон, который я видел о сих событиях; не осталось в нём ничего неисполнившимся. Малый источник сделался рекою, и был свет и солнце и множество воды: эта река есть Есфирь, которую взял себе в жену царь и сделал царицею. А два змея — это я и Аман; народы — это собравшиеся истребить имя Иудеев; а народ мой — это Израильтяне, воззвавшие к Богу и спасённые».

### История Древнего Востока
- Тутмос IV, египетский фараон (ок. 1397—1388 до н э.), рассказывал о чудесном сне, приснившемся ему, когда, будучи ещё царевичем, он после охоты отдыхал в тени Великого Сфинкса. Во сне ему явился бог Хоремахет-Хепри-Ра-Атум, которого якобы изображал Сфинкс, и потребовал расчистить его от песков, которые приносились ветром из пустыни, и ко времени Тутмоса уже почти полностью погребли под собой Великого Сфинкса. В награду за эту услугу бог обещал сделать Тутмоса фараоном. Проснувшись, Тутмос набрал рабочих, расчистил Сфинкса и вскоре стал фараоном. Надпись, повествующая об этом событии, была помещена на плите у передних лап Сфинкса.
- Гигес, царь Лидии, увидел во сне бога Ашшура, который повелел ему стать вассалом Ассирии и искать у неё помощи против киммерийцев «Обними ноги Ашшурбанипала, царя Ассирии, и именем его побеждай твоих врагов»[8]. Благодаря этому киммерийцы были вытеснены из Малой Азии и Лидия окрепла (VII в. до н.э). Сюжет примечателен, как один из самых ранних небиблейских примеров.
- Мидийский царь Астиаг (VI в. до н. э.) увидел во сне, будто из чрева его дочери Манданы выросла виноградная лоза, которая чрезвычайно разрослась, опутав собою землю. На другую ночь снова привиделось ему, будто «дочь его испустила столь огромное количество мочи, что затопила его столицу и всю Азию»[9]. Сон был истолкован, как предвещающий рождение великого человека, и действительно, внуком Астиага оказался Кир II Великий. В страхе за свою власть царь приказывает погубить младенца, но тот чудесным образом спасается. История дошла в пересказе Геродота, повлиявшем на другие легенды о снах.
- В древнеиндийской «Йогавасиштхе» есть легенда о правителе Лаване. Однажды у него попросил аудиенции некий волшебник, которого Лавана принял с недоверием. Волшебник посмотрел ему в глаза, и Лавана вдруг очутился в другом месте. После ряда удивительных злоключений он стал человеком низшей касты; скитаясь с семьёй и видя неминуемую смерть детей от голода, решил убить себя и накормить их своим телом. Когда же, скрывшись за холм, крикнул жене: «Не забудь посолить мясо!» — он вдруг проснулся в своём дворце. Во сне он прожил семьдесят лет мучительной жизни; на деле прошло две минуты[10].

## Античность
Ле Гофф считает, что сновидения периода греко-римского язычества обладают шестью основными свойствами — деление на сны правдивые и сны лживые; связь их с загробным миром; преобладание правдивых снов; типологическая систематизация сновидений в зависимости от того, «кто их посылает»; сновидение — сон души, высвободившейся из тела; использование специалистов по толкованиям сновидений.
В античности термином инкубация (от лат. incubatio — «возлежание») назывался способ коммуникации человека с богом во сне с целью получения пророчества, исцеления и т. д.

### Мифология

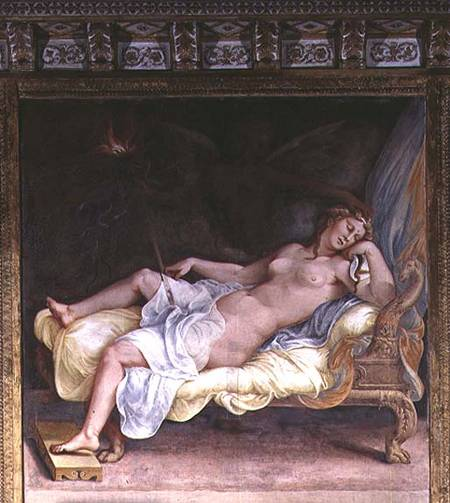
Джулио Романо. «Сон Гекубы»

В античной мифологии неоднократно упоминается о явлениях каких-либо богов во сне, но подобные мотивы следует рассматривать скорее как чудесные явления, а не сновидения.
- В самом начале «Илиады» Зевс вещает Агамемнону во сне, что он должен отдать ахейцам приказ вооружаться, так как именно сейчас наступило предопределенное судьбой время падения Трои. Агамемнон произносит речь на совете старейшин, в которой объявляет, желая проверить настрой своих войск, что снимает осаду и возвращается домой. Возникают паника и беспорядок, и ситуацию спасает только последовательная мудрость Одиссея.
- Сновидения Пенелопы в «Одиссее»: в одном случае ей снится орёл, истребляющий стадо гусей; в другом — Одиссей, который выглядит точно так же, как в день своего отбытия на Троянскую войну. Кроме того, в XIX песни «Одиссеи» Пенелопа пересказывает миф о воротах снов, находящихся в подземном царстве:

Создано двое ворот для вступления снам бестелесным 
 В мир наш: одни роговые, другие из кости слоновой; 
 Сны, проходящие к нам воротами из кости слоновой, 
 Лживы, несбыточны, верить никто из людей им не должен; 
 Те же, которые в мир роговыми воротами входят, 
 Верны; сбываются все приносимые ими виденья.
Этот же миф упоминается Вергилием в VI книге «Энеиды».
- Гекуба, царица Трои, будучи беременной Парисом, увидела сон, будто она рожает факел, от которого сгорит весь город. Сон был истолкован прорицательницей Герофилой — и младенца бросили в горах. Тем не менее, когда много лет спустя выросший Парис появился в Трое, его приняли как родного, забыв о предостережении. Благодаря совершенному Парисом похищению Елены, Троя действительно была сожжена дотла.
  - Ту же историю рассказывали об упомянутом в «Божественной комедии» Эдзелино IV да Романо[12], падуанском тиране: будто его матери приснилось, будто она родила горящий факел, сжегший всю Тревизанскую марку.

### Античная история
- Агаристе приснилось, что она родила льва, и через несколько дней она родила Перикла[13].
- Сны родителей Александра Македонского:
  - Олимпиаде за день до свадьбы, по преданию, приснилось, что вокруг неё шумит грозная буря, яркая молния ударяет ей во чрево, из него блеснул яркий огонь, пожирающее пламя которого широко распространилось и затем исчезло[14].
  - когда Филиппу II, спустя некоторое время после свадьбы приснилось, что он запечатал чрево своей жены Олимпиады печатью, на которой был вырезан лев, — «все предсказатели истолковывали этот сон в том смысле, что Филиппу следует строже охранять свои супружеские права, но Аристандр Телмесский сказал, что Олимпиада беременна, ибо ничего пустого не запечатывают, и что беременна она сыном, который будет обладать отважным, львиным характером»[14].
- В Талмуде приведен рассказ о сне Александра Македонского, который повторялся перед важнейшими битвами. Ему являлся старец, его благословлявший на победу. Когда Александр Македонский достиг Иерусалима, то во встретившем его Шимоне Праведном он узнал старца из своего сна.
- «Говорят, что, когда Сократ собирался принять к себе Платона, ему приснилось, будто на коленях у него сидит лебедь без крыльев, а потом вдруг у лебедя прорезаются крылья и он взлетает ввысь со звонким криком, чаруя слух каждому: так была предвозвещена будущая слава Платона»[15].
- Сон Цезаря, о котором рассказывает Светоний: Цезарю приснилось, будто он насилует свою мать, что его очень смутило. «Толкователи ещё больше возбудили его надежды, заявив, что сон предвещает ему власть над всем миром, так как мать, которую он видел под собой, есть не что иное, как земля, почитаемая родительницей всего живого»[16]. Как известно, его честолюбивые надежды осуществились.
- Сон Калигулы накануне его убийства: императору приснилось, что он стоит перед небесным троном Юпитера, и тот пинком правой ноги внезапно сбрасывает его обратно на землю (Светоний).
- «Сон Сципиона» в труде Цицерона (См. Макробий), (Dream of Scipio), ср. также с «Геркулес на распутье»

### Новый Завет
Новый Завет, в отличие от Ветхого, включает только 9 сновидений (явлений или видений). 5 — в Евангелии от Матфея: 4 из них имеют отношение к рождению Иисуса (Мф. 1:20; Мф. 2:12-19; Мф. 2:22), 1 сон принадлежит жене Пилата. 4 оставшихся сна описаны в Деяниях Апостолов (XVI, 9; XVIII, 9; XXIII, 11; XXVII, 23), и принадлежат они святому апостолу Павлу. Большинство из них касаются получения сновидцем чудесной вести, передаваемой вестником — ангелом, и должны трактоваться больше как явления, чем как сны.
В отличие от античных сюжетов, эти явления получили гораздо большее распространение в изобразительном искусстве, и поэтому их стоит перечислить:

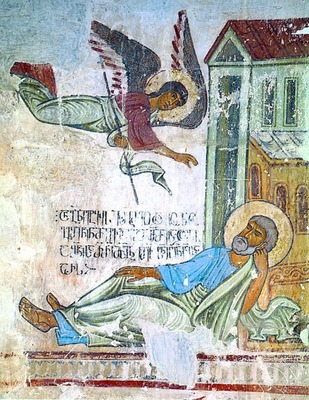
Ангел является Иосифу во сне

- Сон Иоакима о нежданном зачатии его женой Анной ребёнка — девы Марии (явление ангела)
- Волхвов во сне предостерегает ангел не возвращаться из Вифлиема к Ироду.

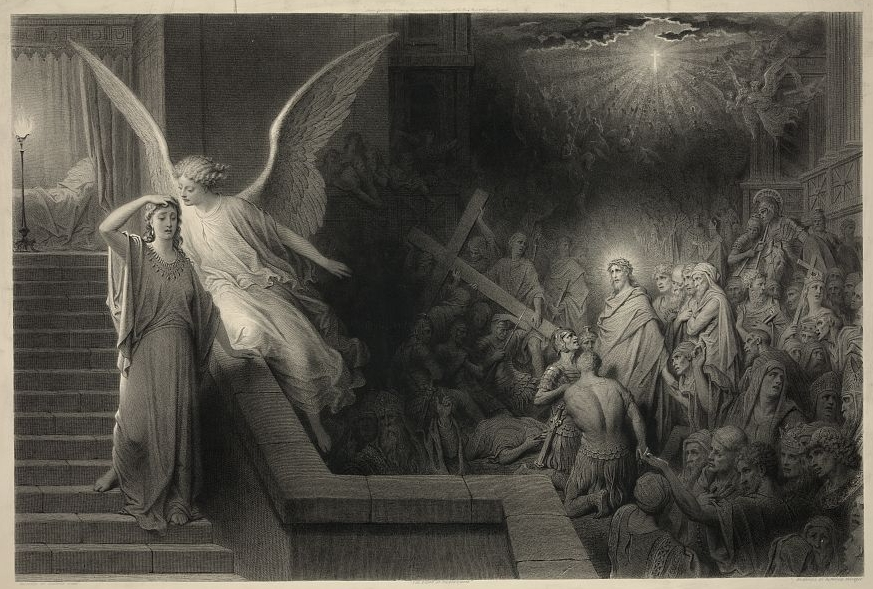
Сон Клавдии Прокулы

- Сны Иосифа Обручника (также явления ангела):

1. явление ангела, рассказывающего о Благовещении, когда Иосиф убедился, что невеста его Мария понесла плод, и он хотел отослать её
2. явление ангела, предупредившего о грядущем избиении младенцев, и побудившего их к бегству в Египет.
3. явление ангела в Египте, по прошествии нескольких лет сообщающего, что можно возвращаться домой.

- Некий сон, случившийся у Клавдии Прокулы, жены Пилата. Евангелист Матфей сообщает о том, что во время суда над Иисусом жена Пилата послала к нему слугу сказать: «не делай ничего Праведнику Тому, потому что я ныне во сне много пострадала за Него» (Мф. 27:19).
- Описанный в Деяних апостольских Сон (видение) апостола Петра про сосуд, спускающийся с небес в котором «находились всякие четвероногие земные, звери, пресмыкающиеся и птицы небесные». Глас с неба повелел: «Петр, заколи и ешь». На возражение Петра, что не подобает употреблять в пищу нечистых животных был дан ответ: «что Бог очистил, того ты не почитай нечистым». Богословы трактуют это как необходимость проповеди среди всех народов, невзирая на их национальные и религиозные традиции. Этот сон был у апостола Петра перед тем, как он крестил римлянина Корнилия.

## Средневековье

### Ислам
- Известным сновидцем был пророк Мухаммед:

1. Он рассказывал, что первое откровение случилось с ним именно во сне — явление ангела Джабраила с сияющим свитком в руке, приказавшем ему читать. (См. также Вахй).
2. Знаменитый Мирадж — вознесение пророка на небеса, произошло, когда он был в состоянии между сном и бодрствованием. Некоторыми исламскими теологами он трактуется как сон.

- Сон о грядущем рождении пророка приснился и его отцу Абдулле: он увидел произрастание дерева, которое росло и поднималось вверх и, достигнув огромной высоты, стало излучать вокруг себя свет, что означало появление человека, который сможет это воплотить.
- Знаменитая фраза-символ веры «Нет Бога, кроме Аллаха, а Мухаммед — пророк его!» приснилась сподвижнику Мухаммеда — Абдулле Бен Зайяда. Он заснул на молитве, и ему приснился человек в зелёном одеянии, который и научил его этой фразе.

#### Исламская литература
- Прием обрамления в «Тысяче и одной ночи», где сон купца Абу-Гассана, в начале и конце рассказа, служит рамкой для развития основного сюжета приключений «Калифа на час»[2]

### Христианство

Константинов крест

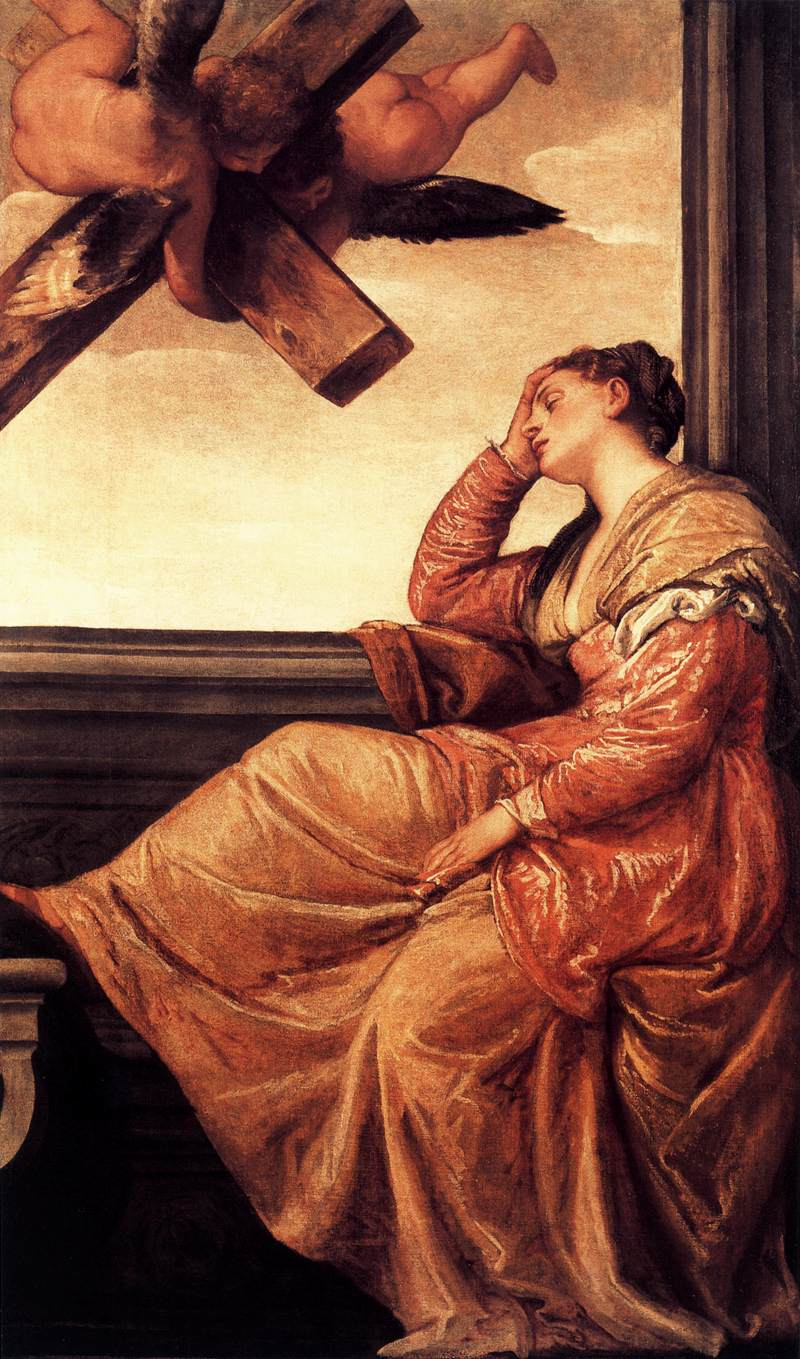
Веронезе. «Видение святой Елены»

Ле Гофф указывает, что с II в. по IV в. язычники и христиане живут в едином моральном климате, а именно в атмосфере тревоги. Повышенная возбудимость умов отразилась также и на сновидениях. «Сновидения играют значительную роль в обновлении философии. (…) с какой страстью люди стремились к религии, дозволяющей личное общение с богом; в такой религии сновидение становится тропой, соединяющей с божеством». Элий Аристид явился основателем литературного жанра, который Георг Миш назвал онирической автобиографией (autobiographie onirique); главными событиями такой автобиографии являются целительные сновидения, сны-предвестники или просто сакральные сны, озаренные присутствием божества или Бога.

#### Сон Константина
Император Константин Великий увидел сон накануне Битвы у Мильвийского моста — т. н. константинов крест в синем небе и солнечном сиянии с надписью «In hoc signo vinces» (Сим победиши!), 312 год.
Тема нередко встречается в изобразительном искусстве, поскольку победа в этой битве рассматривается как поворотный момент в истории, приведший к принятию Константином христианства как государственной религии. Одной из причин обращения самого могущественного из мирян, равно как и всей Римской империи, стало видение.
Кроме того, в поздних источниках (Сократ Схоластик, Феофан Исповедник) появляется история о видении его матери, святой Елены: «имела видение, в котором ей повелевалось отправиться в Иерусалим и вывести на свет божественный места, закрытые нечестивыми». Считается, что ей приснился Животворящий Крест, после чего она отправилась в Иерусалим на раскопки и обнаружила эту святую реликвию. Интересно сходство между двумя сюжетами, снов матери и сына.

#### Сны Карла Великого
- Легенды о Карле Великом (VIII в.) гласят, что однажды этому императору приснилось, будто маленький голый мальчик спас его от смерти на охоте и попросил в награду одежду. Один из епископов объяснил, что во сне ему явился святой мученик Кирик (убитый в младенчестве), который таким аллегорическим образом намекал на необходимость ремонта крыши посвящённого ему собора.
- Сон императора имел большое значение для установление паломнического пути святого Иакова: ему приснился Млечный Путь, который простирался к святому месту через Францию и Испанию, а Господь призывал Карла расчистить «звёздную» дорогу от мавров. Император повёл войска через Пиренеи и освободил Кастилию и Леон, Галисию, Наварру и Ла-Риоху[18].
- Сон Карла Великого как литературного персонажа фигурирует в «Песни о Роланде», где в четырёх кульминационных пунктах развития действия император видит сны, в частности, побуждающие его отправиться в поход — св. апостол Иаков призывает его освободить Галлию от сарацин. Накануне роковой для Роланда битвы Карл также видит вещий сон.

#### Сны христианских святых
История средневековья и житийная литература насчитывает огромное число упоминаний снов различных святых, но по большей части это также — именно божественные явления, в данном случае уже Иисуса Христа или других религиозных фигур, которые понятными фразами побуждают их к чему-либо. Интерес же представляют гораздо более редкие сновидения второго типа.

##### Блаженный Иероним

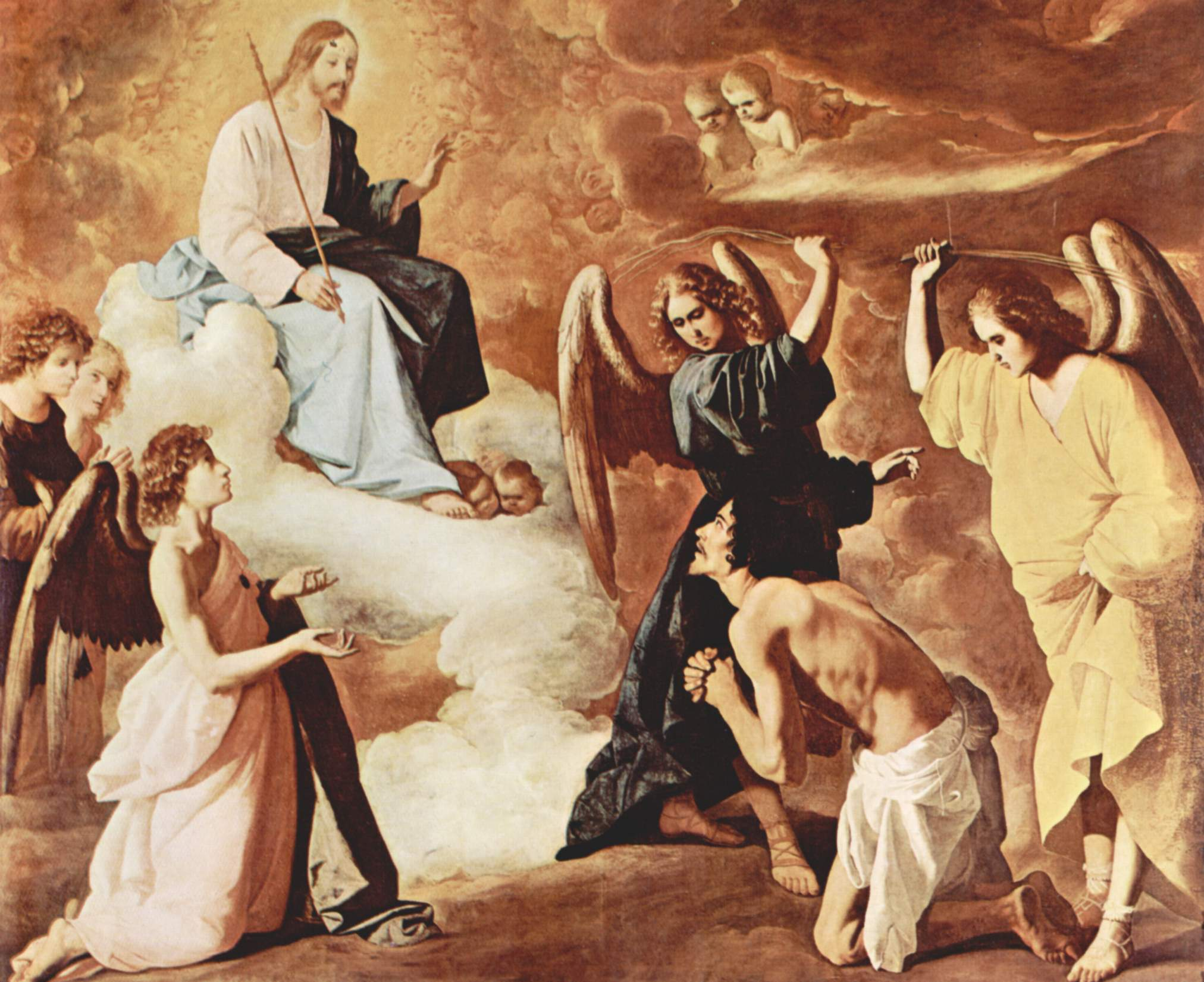
Франсиско де Сурбаран. «Наказание св. Иеронима ангелом»

Иероним Стридонский в 370 г. в путешествии увидел сон, в котором его пороли за излишнее увлечение античной (языческой) литературой:

... Внезапно я был охвачен духом и поставлен перед престолом Судьи... Когда меня спросили, кто я такой, я ответил — христианин. «Ты лжёшь, — был ответ. — Ты последователь Цицерона, а не христианин. Ибо, где сокровище ваше, там будет и сердце ваше». Я сразу же онемел, и пока меня побивали плетьми (так как Он приказал меня наказать плетьми), я более мучился от огня совести... Я произнес клятву и призвал имя Его: «Господи, если у меня когда-либо будут мирские книги или если я буду читать их, то это значит, что я отказался от Тебя»... С того времени я читал книги Божьи с большим рвением, нежели я до того читал книги человеческие. (Письмо 22:30)
После того, как Иероним дал клятву не брать в руки классиков, он действительно, в течение 15 лет не читал ни Цицерона, ни Вергилия.

##### Блаженный Августин
Аврелий Августин (354—430 гг.), подчеркивая важность сновидений в своей жизни, первый сон, предвещающий его обращение, приписывает своей матери Монике. Во время тяжёлой болезни язычника-сына христианка Моника видит во сне юношу, уверяющего её, что сын станет здоров не только физически, но в скором будущем и духовно. На деревянной линейке, на которой стоит она сама, она видит Августина вместе с этим юношей и слышит, как Бог говорит ей: «Там, где ты стоишь, он тоже стоять будет».
Обращение Августина, случившееся в 386 г., спустя 9 лет после сна его матери, предваряет знаменитая сцена в миланском саду. После бурного плача, предшествовавшего обращению Августина и его друга Алипия, Августин вопрошает Господа, «доколе, доколе» тот будет гневаться на него и сможет ли он вообще когда-нибудь обратиться? «Опять и опять: „завтра, завтра!“». Упав под смоковницей в своём саду в Милане, Августин засыпает. Затем он слышит голос «из соседнего дома» «будто мальчика или девочки», повелевающий ему: «Tolle, lege» («Возьми, читай!»), и, открыв текст Евангелия, он попадает на отрывок из послания апостола Павла к Римлянам (XIII, 13): «Не в пирах и пьянстве, не в спальнях и не в распутстве, не в ссорах и в зависти: облекитесь в Господа Иисуса Христа и попечение о плоти не превращайте в похоти» (Исповедь, VIII, XII, 28—29).

##### Франциск Ассизский

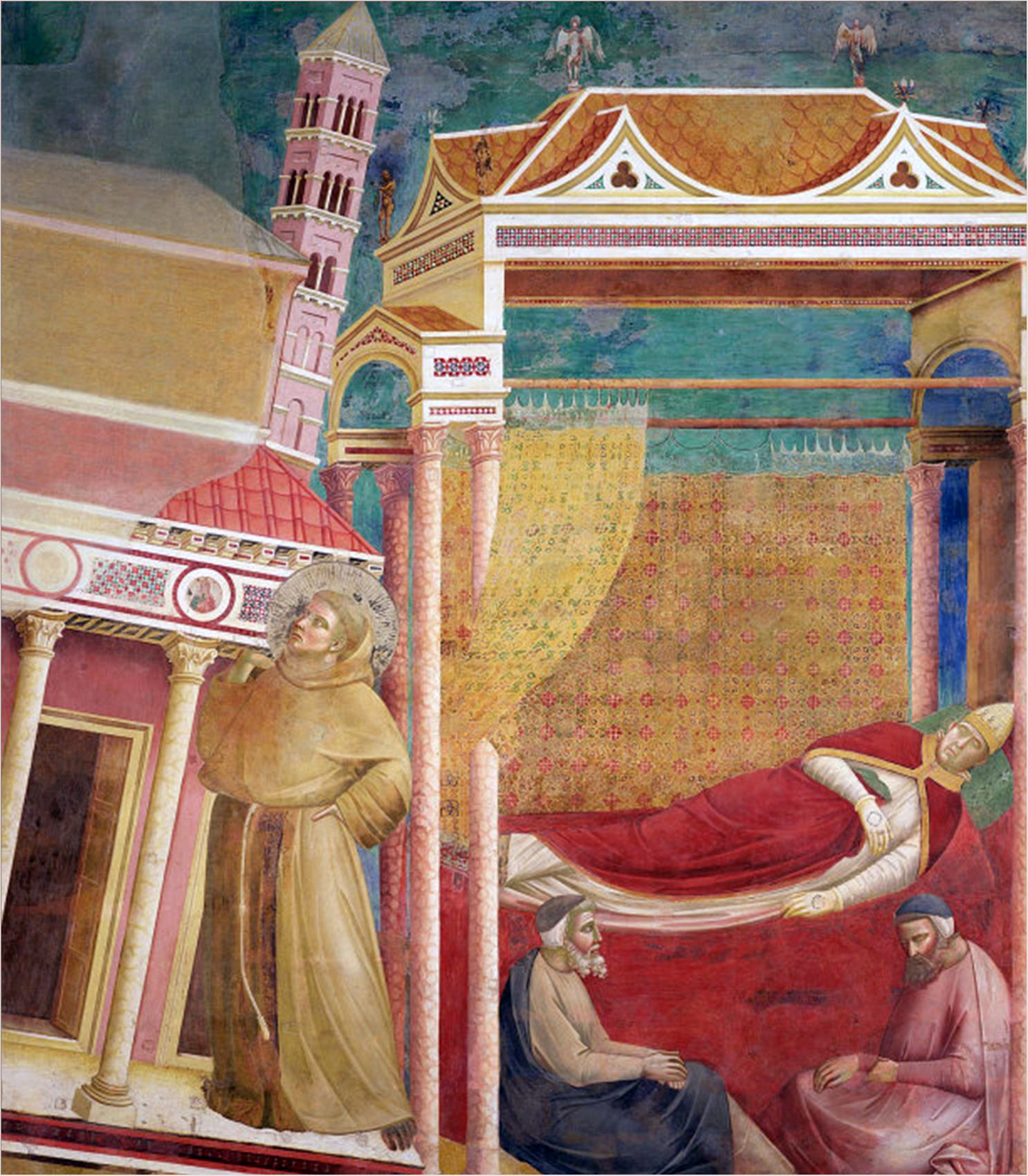
Джотто. «Иннокентию III является во сне Святой Франциск, поддерживающий церковь». Церковь Сан-Франческо в Ассизи

С именем Франциска Ассизского (XIII век), основателя столь влиятельного в будущем ордена францисканцев, связано несколько снов, описанных в его житии:
1. Сон о дворце — приснился юному Франциску, ещё не ставшему на свой путь. «Огромный и пышный дворец с множеством воинского оружия, украшенного знаком креста Христова. Он стал спрашивать во сне, чей это дворец и откуда он взялся, и услышал ответ и подтверждение свыше, что всё это будет принадлежать ему и его воинству» — сон обещает великое будущее тому, что сделает Франциск.
2. Сон папы римского Иннокентия III. Бродячая францисканская братия явилась в Рим с просьбой придать им официальный статус, но понтифик отказывался это делать, пока папа не увидел, «как Латеранская базилика устрашающе рушится, колонны подламываются, своды осыпаются. Но внезапно является бедный брат из Ассизи, растёт и растёт, достигает гигантских размеров и подставляет спину падающему зданию. Как по волшебству стены восстанавливаются, и храм обретает устойчивость». Папа понял, что Бог хотел воспользоваться этим человеком, чтобы восстановить свою Церковь, которой угрожают еретики и дурное поведение христиан, и утвердил устав францисканского ордена.
3. «Явление Григорию IX». Когда Франциск умер, папа Григорий IX, сомневался в том, что тот действительно обрел стигматы. Но однажды ночью явился ему во сне святой Франциск. Лицо его было сурово, и упрекал он Григория за его сомнения. Затем поднял он свою правую руку и показал рану в подреберье, а затем сказал взять чашу и собрать кровь, стекающую из раны. Папа взял чашу, и кровь переполнила её через края. С этой ночи Григорий так уверовал в стигматы, что не позволял больше никому усомниться в этих чудесных знаках и наказывал сурово таких людей. Франциск был канонизирован, и его стигматизация стала догматом.

Изображения этих событий несут фрески Джотто в ассизской церкви.

##### Святой Доминик
Матери св. Доминика, называемой обычно Хуана де Аза (Juana de Aza), приснилось, что она рожает чёрно-белого пса с горящим факелом в пасти. В будущем им будет основан орден доминиканцев (domini canum может расшифровываться как «псы господни»), чьи орденские одеяния будут иметь чёрный и белый цвета, и который внесет огромную лепту в создание дела инквизиции.
Пёс с факелом станет одним из атрибутов изображений Св. Доминика.

### Сновидения в эпической литературе
В эпосе «…сны важны, потому что несут с собой чувство судьбы. Если поэт располагает достаточным пространством и хочет сложить историю, которая, по его мнению, послужит иллюстрацией идеи всесилия рока, он может очень плодотворно использовать сны и даже умножить их количество, чтобы усилить эффект».
- В «Песни о Роланде» сны возникают в двух наиболее значительных эпизодах поэмы: первый раз после того, как Карл Великий ставит Роланда во главе арьергарда, второй — перед ответным нападением на сарацин. В каждом случае император видит два сна, но ни один из них не тревожит его настолько, чтобы он пробудился.
- Сон Оссиана.
- Сон пастуха, который передает Беда Достопочтенный.
- Провидческие сны Шантеклера и Ренара в «Романе о Лисе» — пародия на сон Карла Великого перед Ронсевальской битвой.
- Сон княгини Марьи Юрьевны — героини былины «Князь Роман и Марья Юрьевна».

### Николя Фламель
Знаменитому алхимику Фламелю в молодости приснился следующий сон: ему явился ангел, державший в руках книгу в медной обложке, и, показав форзац, произнес: «Фламель, посмотри внимательно на эту книгу, ты в ней ничего не понимаешь, как и многие другие, но в один прекрасный день ты увидишь то, что никто не смог бы разглядеть». Он описывает в своём труде «Толкование иероглифических знаков» («Explication des figures hieroglyphiques»), как через много лет ему в руки случайно попала эта книга, показанная ему в видении, и он узнал из неё много тайн. Этот сон послужил отправной точкой для его карьеры адепта.

### Древняя Русь
- Сон Гостомысла, описанный в Иоакимовской летописи. По свидетельству этого источника, князю ильменских словен приснилось, что

из чрева средней дочери его Умилы произрастает дерево великое плодовитое и покрывает весь град Великий, от плодов же его насыщаются люди всей земли. Восстав же от сна, призвал вещунов, да изложил им сон сей. Они же решили: „От сынов её следует наследовать ему, и земля обогатится с княжением его“. <…> Гостомысл же, предчувствуя конец жизни своей, созвал всех старейшин земли от славян, руси, чуди, веси, меров, кривичей и дряговичей, поведал им сновидение и послал избранных в варяги просить князя. И пришёл после смерти Гостомысла Рюрик с двумя братья и их сородичами».
История сновидения Гостомысла полностью аналогична сну, увиденному дедом Кира Великого и, скорее всего, отражает влияние текста Геродота.
- Сон Святослава в «Слове о полку Игореве», где ему снится, что его готовят к погребению «поганые тльковины»[23].
- Сон князя Мала из «Летописца Переяславля Суздальского».
- Сны царя Мамера — главного героя «Сказания о двенадцати снах царя Мамера»[24].
- Сон Степана Разина, описанный в казачьей песне «Ой, то не вечер…».

### Мезоамериканская история
- Вещий сон инкского императора Уиракуча Инка (ум. в 1437 г.). Во сне к нему пришёл бог Виракоча (создатель всего живого и божественного и единственный бородатый бог в местном пантеоне) и сказал, что идут люди с белой кожей, с палками, извергающими огонь. Благодаря этому сну в 1531 г. Франсиско Писарро был принят инками сначала с удивлением и преклонением, что облегчило конкисту.

## Дальний Восток

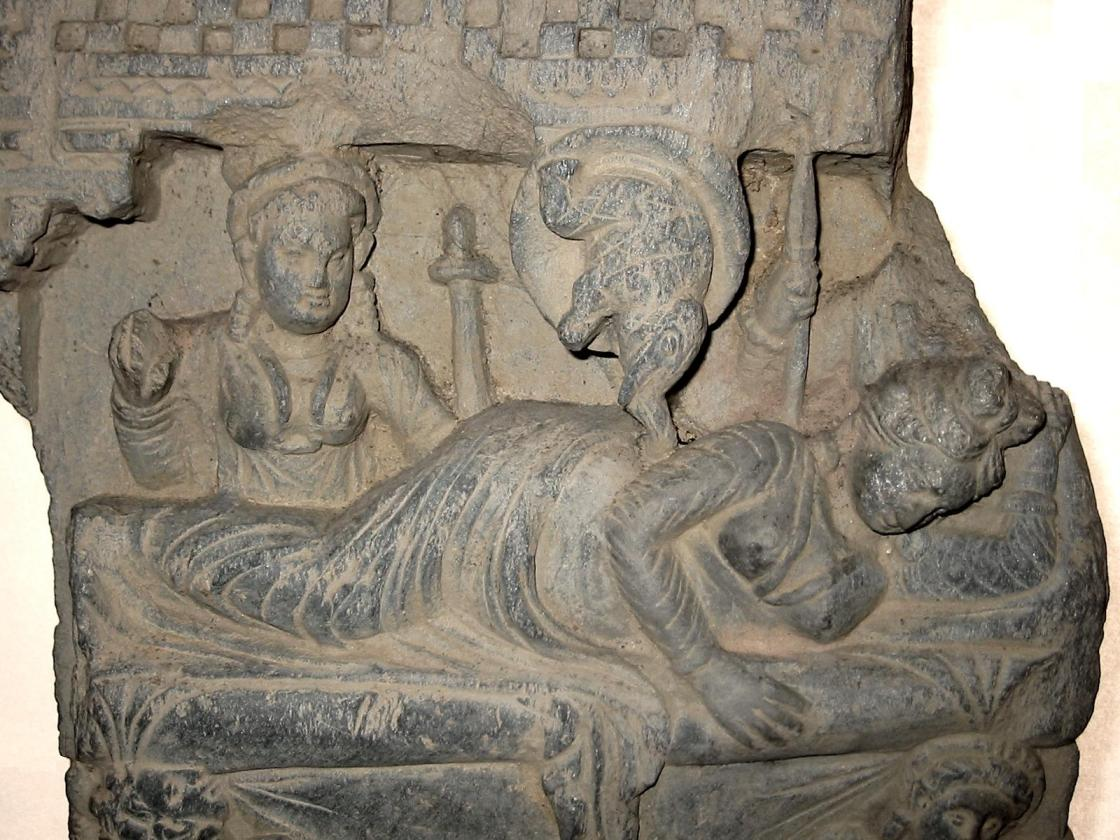
«Сон Майи»: к лону царицы спускается хобот слона, как персонификация фаллоса

### Индия

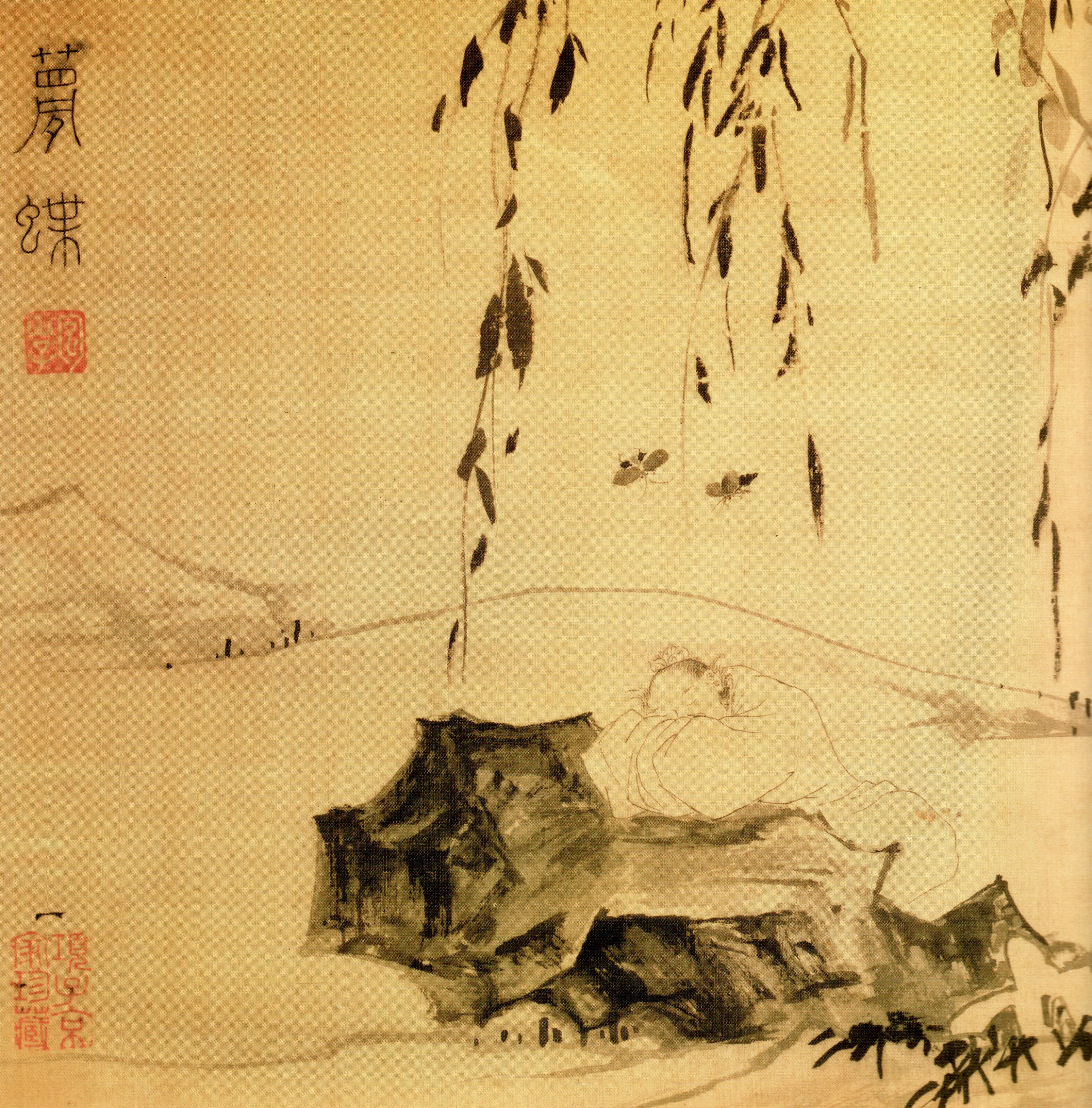
«Сон Чжуан-цзы о бабочке»

- Царице Майе, будущей матери Будды (VI в. до н. э.), снится белый слон, который объявляет, что он «все существа настроит на любовь и дружбу и соединит их в тесный союз». В этот момент происходит зачатие.
- Прасенаджит, правитель Кошалы, в течение одной ночи видит шестнадцать снов. По совету своей жены Маллики он обращается к Будде, который усматривает в каждом сне предвестие неблагоприятных перемен в обществе и государстве. Этот сюжет, описанный в «Махасупина-джатаке», впоследствии лёг в основу целого ряда литературных памятников Средневековья, в числе которых — древнерусское «Сказание о двенадцати снах царя Мамера»[25].

### Китай
- Знаменитый сон Чжуан-цзы, который побудил его к созданию своей концепции:

Однажды Чжуан Чжоу приснилось, что он бабочка: он весело порхал, был счастлив и не знал, что он — Чжоу. А проснувшись внезапно, даже удивился, что он — Чжоу. И не знал уже: Чжоу ли снилось, что он — бабочка, или бабочке снится, что она — Чжоу.

### Япония

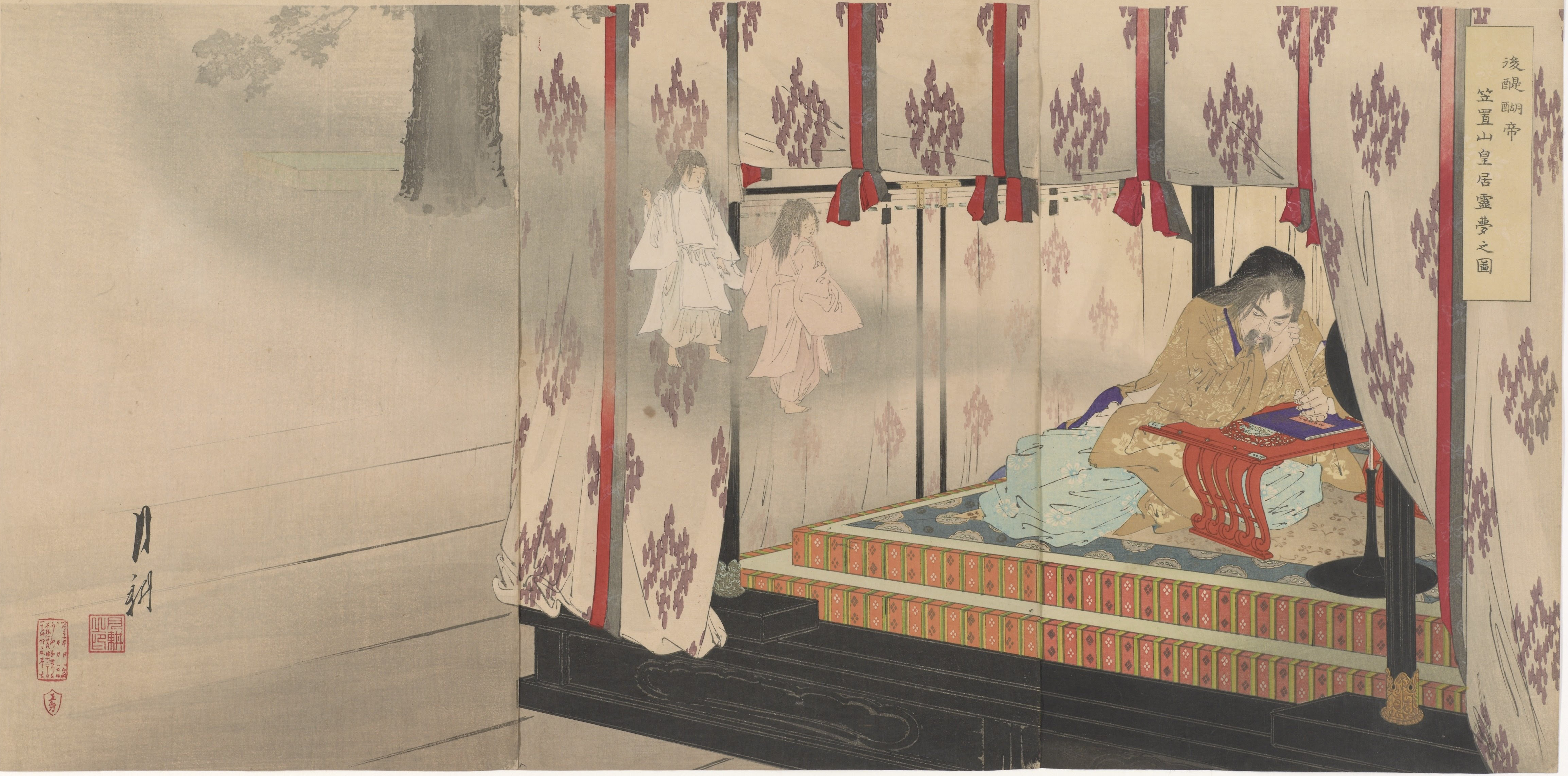
Огата Гекко. «Видение императора Годайго»

Император Го-Дайго (Emperor Go-Daigo), свергнутый с трона, увидел сон, побудивший его привлечь на свою сторону Кусуноки Масасигэ (Kusunoki Masashige) и способствовавший восстановлению его на троне. Император дремлет, и ему вновь видится, что он находится во дворе своего дворца в Киото.
«Он увидел огромное вечнозеленое дерево с густой листвой, ветви которого по большей части были обращены к югу. Под деревом располагались Три Великих Министра и все другие высшие чиновники, сидевшие в соответствии со своим рангом. Главное место, обращенное к югу, было высоко поднято, благодаря множеству подложенных циновок, однако на нём никто не сидел. „Для кого может быть приготовлено это место?“ — подумал император, стоя там во сне. Вдруг появились двое детей с волосами разобранными и расчесанными на пробор. Преклонив колени перед императором они заплакали в рукава и молвили: „На всей земле нет такого места, где бы Его Величество смог укрыться даже на короткое время. Все же, под этим деревом есть место, сидя на котором обращаешься к югу. Это императорский трон, предназначенный для Вас. Пожалуйста, посидите там немного!“. Затем император увидел, как дети поднялись в воздух и исчезли, — он немедленно проснулся».
Император показалось, что во сне ему явилось какое-то знамение небес. Он тщательно это обдумал и понял, что, расположив иероглиф «юг» рядом с иероглифом «дерево», получишь знак «камфарное дерево», звучащий кусуноки. «Когда те двое детей попросили меня сесть под деревом, обратившись к югу, — подумал император, — это должно быть был знак от бодхисаттв Никко и Гакко, что я вновь обрету власть над этими пределами и буду управлять их народом». Наутро он призвал монаха храма Касаги по имени Дзёдзюбо, и спросил его, нет ли в этих краях воина по имени Кусуноки, в лице коего и нашёл помощь.

## Ближний Восток
- Царь Биладх, герой рассказа из сборника «Калила и Димна», отдаёт приказ казнить 12 000 брахманов; вскоре после этого он видит восемь страшных снов, но, обратившись к мудрецу Кибариуну, узнаёт, что увиденное не предвещает ничего дурного[29].

### Русская литература

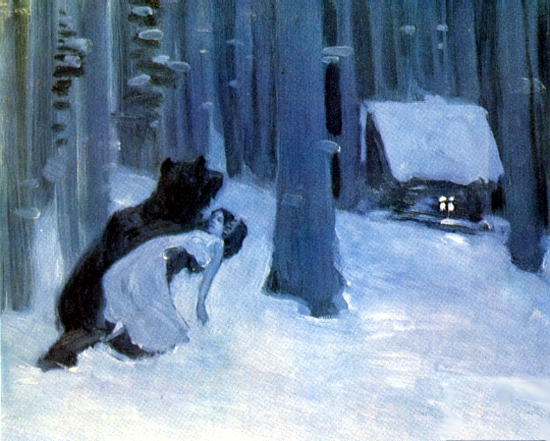
К. Коровин. «Сон Татьяны»

### Научные

Бензол